# Revolutionäre Demokratische Einheitsfront der Afar

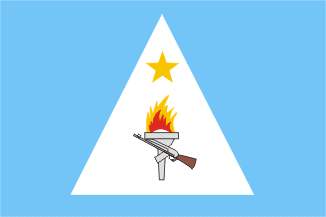
Flagge der Revolutionären Demokratischen Einheitsfront der Afar (Uguugumo)

Die Revolutionäre Demokratische Einheitsfront der Afar (Afar: ´Qafar Uguugumoh Demokrasiyyoh Inkiinoh Fooca (Abkürzung Uguugumo), auch bekannt als Uguguma oder Ugogomo; amharisch ኢትዮጵያ ማህበረ-ዴሞክራሲ ፌደራላዊ ፓርቲ; englisch Afar Revolutionary Democratic Unity Front, abgekürzt ARDUF) ist eine 1993 gegründete bewaffnete Oppositionsgruppe und zugleich eine legale politische Partei in der Afar-Region, einer ethnisch basierten Region in Äthiopien.

## Ideologie
Die Uguugumo setzt sich für die Selbstbestimmung der Afar ein und ist in ständigen Verhandlungen mit der äthiopischen Regierung. Die Partei setzt sich zudem für eine Vereinigung der Afar aus Äthiopien, Dschibuti und Eritrea ein und erkennt die Unabhängigkeit Eritreas daher nicht an.
Die politische Partei zielt darauf, sämtliche Afar unter einer Flagge zu vereinen. Obwohl die Art der Durchsetzung und das Ziel in der Vergangenheit nicht klar war (die Wiedervereinigung Äthiopiens und Eritreas sowie die von Afar bewohnten Regionen in Dschibuti bzw. einen unabhängigen Afar-Staat), behauptete die Partei im Jahre 1998, dass sie sämtliche Afar-Gebiete unter einem autonomen Bundesstaat innerhalb Äthiopiens – ähnlich zu der heutigen seit 1996 existierenden Afar-Region von Äthiopien. Sie will allerdings zudem die von Afar bevölkerten Regionen in Eritrea und Dschibuti zu dieser Region hinzufügen. Als Konsequenz daraus erkennt die Uguugumo die Unabhängigkeit Eritreas, die 1993 vollzogen wurde, nicht an.

## Geschichte
Die Bewegung der Uguugumo wurde im März 1993 als ein Bündnis von drei Afar-Organisationen gegründet: Die 1991 von Mohamooda Gaas gegründete Revolutionäre Demokratische Einheitsunion der Afar (Afar Revolutionary Democratic Unity Union, ARDUU), die Afar Ummatah Demokrasiyyoh Focca (AUDF) und die Revolutionären Kräfte von Afar (Afar Revolutionary Forces, ARF). Mohamooda Gaas wurde im Jahre 1995 zu ihrem Generalsekretär gewählt, verweigerte jedoch den Amtsantritt und überließ das Amt dem Vize-Vorsitzenden Muhyadin Mafatah, welcher im August 1996 von Dschibuti zur äthiopischen Hauptstadt Addis Ababa. Dieser wurde in Dschibuti während des Bürgerkrieges mit zwei weiteren Afar-Führern (Habib Mahammad Yayyo und Jamal Abdulkadir Redo) inhaftiert.
Im Jahr 1999 gründete die regierende Revolutionäre Demokratische Front der Äthiopischen Völker aus Uguugumo-Mitgliedern und dem Zusammenschluss weiterer Afar-Organisationen die Nationale Demokratische Partei der Afar, welche zurzeit die Afar-Region regiert.
Im Juli 2003 wurde die Partei schließlich Mitglied der Vereinigten Äthiopischen Demokratischen Kräfte, welche gemeinsam bei der äthiopischen Parlamentswahl am 15. Mai 2005 zusammen 52 der insgesamt 527 Parlamentssitze im Volksrepräsentantenhaus (Erste Kammer des Äthiopischen Parlaments) gewinnen konnte.